# Международен ден срещу хомофобията и трансфобията
Международният ден срещу хомофобията и трансфобията се отбелязва на 17 май. Празникът се координира от разположения в Париж комитет IDAHO с президент френския писател и учен Луи-Жорж Тен. Датата е избрана, защото на този ден през 1990 г. Световната здравна организация изключва хомосексуалността като психиатрична болест от списъка на Международната класификация на болестите.
Международният ден срещу хомофобията е признат в Европейския съюз и се чества в повече от 50 държави по света: Белгия, Великобритания, Франция, Люксембург, Мексико, Коста Рика, и е честван за първи път на 17 май 2005 г.
В около 80 държави хомосексуалността е престъпление и сексуалния акт между партньори от същия пол е наказуемо с лишаване от свобода, а в 9 от тях (Афганистан, Иран, Мавритания, Нигерия, Пакистан, Саудитска Арабия, Арабските Емирства и Йемен) и със смъртна присъда.
За 2010 и 2011 кампанията на Комитета IDAHO е насочена към религиозните общности. Целта е да се призоват вярващите и духовниците към толерантност, разбиране и съпричастност с проблемите на хомосексуалността.